# Archidiecezja kigalijska
Archidiecezja kigalijska (łac. Archidioecesis Kigaliensis, ruanda Arikidiyosezi ya Kigali, ang. Archdiocese of Kigali, fr. Archidiocèse de Kigali) – rzymskokatolicka archidiecezja ze stolicą w Kigali, w Rwandzie. Jedyne rwandyjskie arcybiskupstwo. Jego sufraganiami są wszystkie diecezje w tym kraju.
W 2006 na terenie archidiecezji pracowało 232 zakonników i 669 sióstr zakonnych.

## Historia
10 kwietnia 1976 z mocy decyzji papieża Pawła VI, wyrażonej w bulli Cum Venerabiles, erygowano archidiecezję kigalijską. Dotychczas tereny nowego arcybiskupstwa należały do archidiecezji Kabgayi, która tego dnia stała się diecezją. Z Kabgayi przeniesiono do Kigali również stolicę metropolii.
We wrześniu 1990 archidiecezję odwiedził papież Jan Paweł II.

## Arcybiskupi kigalijscy
- Vincent Nsengiyumva (10 kwietnia 1976 - 7 czerwca 1994)
- Thaddée Ntihinyurwa (9 marca 1996 - 19 listopada 2018)
- Antoine Kambanda (od 19 listopada 2018)